# Konrad Schliephake
Konrad Schliephake (né le 2 mai 1944 à Wurtzbourg) est un géographe allemand.

## Biographie
Schliephake étudie la géographie avec des spécialités dans l'économie, les études orientales et la géologie à Giessen, Wurtzbourg et Tunis. En raison de son enfance, son père Erwin Schliephake avait une chaire à l'université d'Alexandrie, il parle l'arabe. En 1972, il obtient son doctorat à Giessen. De 1971 à 1975, il est chargé de recherche à l'Institut des études africaines de Hambourg. En 1975, il travaille à l'Institut de géographie de l'université de Wurtzbourg. De 1980 à 1985, il travaille comme planificateur régional pour le ministère de la planification à Riyad, en Arabie Saoudite, puis de nouveau à l'université de Würzburg. En 2009, il prend sa retraite.
Ses principaux sujets de recherche sont l'utilisation et l'épuisement des ressources naturelles, notamment l'eau, dans les pays arabes, l'aménagement du territoire sous l'influence de l'industrialisation et de l'augmentation des moyens de transport ainsi que la mobilité des personnes et des biens selon l'offre et la demande.

## Source de la traduction
- (de) Cet article est partiellement ou en totalité issu de l’article de Wikipédia en allemand intitulé « Konrad Schliephake » (voir la liste des auteurs).